# Чемпионат мира по самбо 2016
Чемпионат мира по самбо 2016 года проходил в городе София (Болгария) 10 — 14 ноября. Соревнования проходили во дворце спорта «Армеец», в них приняли участие более 500 спортсменов из 80 стран. Чемпионат был третьим соревнованием подобного рода в столице Болгарии. Ранее в Софии прошли чемпионаты мира по самбо 1995 и 2006 годов.

## Медалисты

### Мужчины
| Весовая категория | Золото                               | Серебро                        | Бронза                                                          |
| ----------------- | ------------------------------------ | ------------------------------ | --------------------------------------------------------------- |
| до 52 кг          | Чимэддоржийн Марал-Эрдэнэ · Монголия | Игорь Беглеров · Россия        | Хасан Джомии · Таджикистан Тигран Киракосян · Армения           |
| до 57 кг          | Вахтанг Чидрашвили · Грузия          | Ерболат Байбатыров · Казахстан | Аймерген Аткунов · Россия Максим Манукян · Армения              |
| до 62 кг          | Илья Хлыбов · Россия                 | Борис Борисов · Болгария       | Звияд Одошашвили · Грузия Ваэ Тутхалян · Беларусь               |
| до 68 кг          | Никита Клецков · Россия              | Эмиль Гасанов · Азербайджан    | Сарбон Ерназаров · Узбекистан Мартин Иванов · Болгария          |
| до 74 кг          | Олег Бабгоев · Россия                | Леван Нахуцришвили · Грузия    | Степан Попов · Беларусь Хамроз Раджабов · Таджикистан           |
| до 82 кг          | Сергей Кирюхин · Россия              | Нико Куция · Грузия            | Тимофей Емельянов · Беларусь Давид Григорян · Армения           |
| до 90 кг          | Паата Гвиниашвили · Грузия           | Сергей Рябов · Россия          | Комроншох Устопириён · Таджикистан Тежен Теженов · Туркменистан |
| до 100 кг         | Вячеслав Михайлин · Россия           | Андрей Казусёнок · Беларусь    | Давид Лориашвили · Грузия Виктор Решко · Латвия                 |
| свыше 100 кг      | Артём Осипенко · Россия              | Юрий Рыбак · Беларусь          | Бека Бердзенишвили · Грузия Ерасыл Кажыбаев · Казахстан         |

#### Командный зачёт
1. Россия;
2. Грузия;
3. Монголия[3];

### Женщины
| Весовая категория | Золото                     | Серебро                       | Бронза                                                     |
| ----------------- | -------------------------- | ----------------------------- | ---------------------------------------------------------- |
| до 48 кг          | Елена Бондарева · Россия   | Лейла Аббасова · Беларусь     | Ася Лалазарян · Армения Татьяна Осояну · Молдова           |
| до 52 кг          | Марина Жарская · Беларусь  | Анна Харитонова · Россия      | Мария Буёк · Украина Гульбадам Бабамуратова · Туркменистан |
| до 56 кг          | Анастасия Валова · Россия  | Наталья Илькив · Украина      | Джоана Рожич · Сербия Лаура Фурнье · Франция               |
| до 60 кг          | Яна Костенко · Россия      | Анастасия Шевченко · Украина  | Екатерина Прокопенко · Беларусь Анна Репида · Молдова      |
| до 64 кг          | Татьяна Мацко · Беларусь   | Динара Жумабаева · Казахстан  | Бибьен Фопа · Камерун Татьяна Савенко · Украина            |
| до 68 кг          | Марина Мохнаткина · Россия | Джоанна Илинен · Финляндия    | Ивана Яндрич · Сербия Дильдаш Курышбаева · Казахстан       |
| до 72 кг          | Наталья Смаль · Украина    | Ольга Намазова · Беларусь     | Екатерина Токарева · Россия Нино Одзелашвили · Грузия      |
| до 80 кг          | Мария Оряшкова · Болгария  | Светлана Тимошенко · Беларусь | Галина Ковальская · Украина Наталья Казанцева · Россия     |
| свыше 80 кг       | Светлана Ярёмка · Украина  | Анна Балашова · Россия        | Нина Кутро-Келли · США Елена Кебадзе · Грузия              |

#### Командный зачёт
1. Россия;
2. Беларусь;
3. Украина[3];

### Боевое самбо
| Весовая категория | Золото                        | Серебро                              | Бронза                                                          |
| ----------------- | ----------------------------- | ------------------------------------ | --------------------------------------------------------------- |
| до 52 кг          | Анатолий Стишак · Россия      | Сергей Чёрный · Украина              | Новруз Атаев · Туркменистан Мухаметали Эргешев · Кыргызстан     |
| до 57 кг          | Велимурад Алхасов · Россия    | Андрей Кучеренко · Украина           | Тогтохбаяр Нямхуу · Монголия Марко Косев · Болгария             |
| до 62 кг          | Рустам Талдиев · Россия       | Веселин Иванов · Болгария            | Казбек Супгалиев · Казахстан Керимбедри Довлетов · Туркменистан |
| до 68 кг          | Руслан Гасанханов · Россия    | Вачик Варданян · Армения             | Нурельды Киялбеков · Казахстан Антуан Лефевр · Франция          |
| до 74 кг          | Ислам Махачев · Россия        | Валентин Бенишев · Болгария          | Истам Кудратов · Узбекистан Илья Хадкевич · Беларусь            |
| до 82 кг          | Раймонд Магомедалиев · Россия | Максим Рындовский · Украина          | Евгений Алексиевич · Беларусь Темирлан Ихсангалиев · Казахстан  |
| до 90 кг          | Икрам Алискеров · Россия      | Николай Дипчиков · Болгария          | Дмитрий Баток · Украина Жаныбек Аматов · Кыргызстан             |
| до 100 кг         | Михаил Мохнаткин · Россия     | Чарымурат Аннагуманов · Туркменистан | Исламджон Азимов · Узбекистан Камен Георгиев · Болгария         |
| свыше 100 кг      | Денис Гольцов · Россия        | Олим Худайкулов · Узбекистан         | Размик Тоноян · Украина Мартин Маринков · Болгария              |

#### Командный зачёт
1. Россия;
2. Болгария;
3. Украина[3];